# 原真
原 真（はら まこと、1936年8月16日 - 2009年3月20日）は日本の医師・登山家である。愛知県名古屋市の出身で、札幌医科大学卒。2009年3月20日に脳疾患で死去。享年72。姉に岡崎恒子。

## 概要
名古屋で病院を経営する外科医・原多喜萬の長男として生まれる。札幌医科大学に入学し、山岳部を立ち上げて主将を務める。学生時代の1956年、北海道大学山岳部に入部。1961年3月、名古屋大学医学部学生だった弟の原武が、鹿島槍北壁で遭難死。遺体の捜索で、のちにアイガー北壁を日本人で初めて制覇する登山家の高田光政と知り合う。高田は武の遺体を山から下した捜索隊の一人だった。原武の遺稿をまとめて『北壁：原武遺稿集』として自費出版（原多喜萬発行,1964年）、のちに『北壁に死す』として山と渓谷社から出版(1973年、1984年)、さらに『北壁に消えた青春』と改題し「追憶の山」（「山の本」No.29,白山書房,1999年所収）を後記として加えて出版（本の泉社,2008年）。最初と最後の編著書が弟の遺稿集であった。
札幌医科大学卒業後、医者となって名古屋に戻り、1966年に日本山岳会東海支部からアコンカグア（6960メートル）へ遠征（南壁第二登を果たした三隊のうちの一隊）、1970年の日本山岳会東海支部隊によるマカルー（8463メートル）登頂（第二登、南東稜初登攀）で登攀隊長を務めた。その経験から、マカルー登山で実践したヒマラヤの高峰への大規模登山隊による極地法登山を否定、名古屋市内に「高山研究所」を設立し、高所順応やみずから速攻登山と名付けたアルパイン・スタイルの登山法について研究と訓練をおこない実際の登山で成果をあげた。また季刊の登山誌「アナヴァン」を発行した。誌名はイギリス人の登山家・探検家H. W. ティルマンが1977年に行方を絶った最後の航海で乗っていたヨット（gaff-rigged cutter）En Avant号にちなむ。1982年には自ら中国のシシャパンマ（8027メートル）へ無酸素速攻登山を実践して登頂した。1990年にはマカルー北西稜隊長として本人は登頂をのがしたが大西宏が登頂した。最初と最後のヒマラヤ登山がマカルーであった。
2009年3月20日脳疾患で死去し、葬儀・告別式は本人の遺志で行われなかった。死の5年後の2014年、遺骨は遺族や友人らによってネパールのマカルーが見える峰々で散骨され、遺骨をマカルーにまいてほしいと生前何度も口にしていた願いはほぼ成就した。妻のエリザベスは17歳下のストラスブール出身のドイツ系フランス人で、カトマンズで知り合った。

## 著書
- 原真,浅見正夫編『遙かなる未踏の尾根：マカルー一九七〇年』（茗渓堂,1972年）
- 浅見正夫,原真編『東海山岳 第三号』（日本山岳会東海支部,1975年）
- 『乾いた山』（山と溪谷社,1977年）
- 原真,田村俊介編『中央アジアの高峰 : パミール速攻日本山岳会隊の記録』（ベースボール・マガジン社,1977年）
- 高山研究所編『登山のルネサンス』（山と溪谷社,1982年5月発行） ISBN 9784635160094
- 原真,渡辺興亜編『ヒマラヤ研究』（山と溪谷社,1983年）ISBN 4635176029
- 加藤幹敏,原真著『ドキュメント速攻登山 : それぞれのシシャパンマ峰8012m-'82』（東京新聞出版局,1984年）ISBN  4808302187
- 『頂上の旗 : 生と死のあるところ』（筑摩書房,1988年）ISBN 4480871225
- 『還らざる者たち』（悠々社,1992年）ISBN 4946406115
- 『〔新版〕頂上の旗 : 生と死のあるところ』（悠々社,1993年）ISBN 4946406182
- 『ヒマラヤ・サバイバル : 登山戦略論』（悠々社,1994年）ISBN 4946406301
- 『快楽登山のすすめ』（東京新聞出版局,1997年8月発行）ISBN 9784808306014

## 関連書籍
- 原武著,原真編『北壁：原武遺稿集』（原多喜萬,1964年）
- 田中元,原真編『死のトラヴァース : アイガー北壁1965年』（日本山岳会東海支部,1967年）
- 原武著『北壁に死す』（山と溪谷社,1973年）
- 沖允人編『東海山岳 第四号』（日本山岳会東海支部,1977年）
- 原武著『新版 北壁に死す』（山と溪谷社,1984年）ISBN 463533502X
- 遠藤由加著『青春のヒマラヤ : ナンガパルバットへの道』（東京新聞出版局,1989年）ISBN 4808303043
- 原武著,原真編『北壁に消えた青春』（本の泉社,2008年）「新版 北壁に死す」（山と溪谷社,1984年）を改題 ISBN 9784780704150
- 児玉茂編『山岳 第百四年（通巻一六二号）』（日本山岳会,2009年）
- 川内有緒著『晴れたら空に骨まいて』（ポプラ社,2016年）ISBN 9784591152423
- 川内有緒著『晴れたら空に骨まいて』（講談社文庫,2020年）ISBN 9784065189894
- 尾上昇著『追憶のヒマラヤ : マカルー裏方繁忙録一九七〇』（中部経済新聞社,2020年）ISBN 9784885202315